# Dying is Easy
Dying is Easy is de vijftiende aflevering van het dertiende seizoen van de televisieserie ER, die voor het eerst werd uitgezonden op 8 februari 2007.

## Verhaal
Dr. Pratt krijgt te horen dat zijn artsvergunning is ingetrokken gedurende het onderzoek tegen hem. Tijdens de hoorzitting krijgt hij steun van pastoor Watkins en Bobeck die hem moreel komen steunen. Dr. Pratt is zeer opgelucht als hij te horen krijgt dat hij zijn artsvergunning terug krijgt en weer aan het werk mag. 
Dr. Kovac keert terug naar het werk met zijn gebroken hand. Dr. Lockhart vraagt hem om haar opnieuw ten huwelijk te vragen, wat hij met plezier doet.
De doktoren behandelen een stand-upkomiek die lijdt aan leukemie. Hij is stervende maar wil nog een keer optreden voor een publiek. Hij kan het ziekenhuis niet verlaten en daarom treedt hij op voor het personeel van de SEH.
Dr. Rasgotra krijgt haar kans om te assisteren in een dubbele niertransplantatie. 
Dr. Barnett en dr. Rasgotra drinken samen een kop koffie, hij denkt nu dat hij nog een kans maakt bij haar. 

## Rolverdeling

### Hoofdrollen
- Goran Višnjić - Dr. Luka Kovac
- Maura Tierney - Dr. Abby Lockhart
- Mekhi Phifer - Dr. Gregory Pratt
- Parminder Nagra - Dr. Neela Rasgrota
- Shane West - Dr. Ray Barnett
- John Stamos - Dr. Tony Gates
- Scott Grimes - Dr. Archie Morris
- Leland Orser - Dr. Lucien Dubenko
- J.P. Manoux - Dr. Dustin Crenshaw
- Linda Cardellini - verpleegster Samantha Taggart
- Laura Cerón - verpleegster Chuny Marquez
- Dinah Lenney - verpleegster Shirley
- Lyn Alicia Henderson - ambulancemedewerker Pamela Olbes
- Chloe Greenfield - Sarah Riley
- Busy Philipps - Hope Bobeck
- Lois Smith - Gracie
- Kip Pardue - Ben Parker
- Glenn Plummer - Timmy Rawlins

### Gastrollen (selectie)
- Freddy Rodriguez - Simon
- Keith David - pastoor Watkins
- Aasif Mandvi - Manish
- Janelle Marra - Heather Tartaglia
- Clyde Kusatsu - dokter bij hoorzitting
- Lenora May - dokter bij hoorzitting
- Robyn Moran - Malinda
- Christie Lynn Smith - Marina Grasso